# Michael W. Eysenck

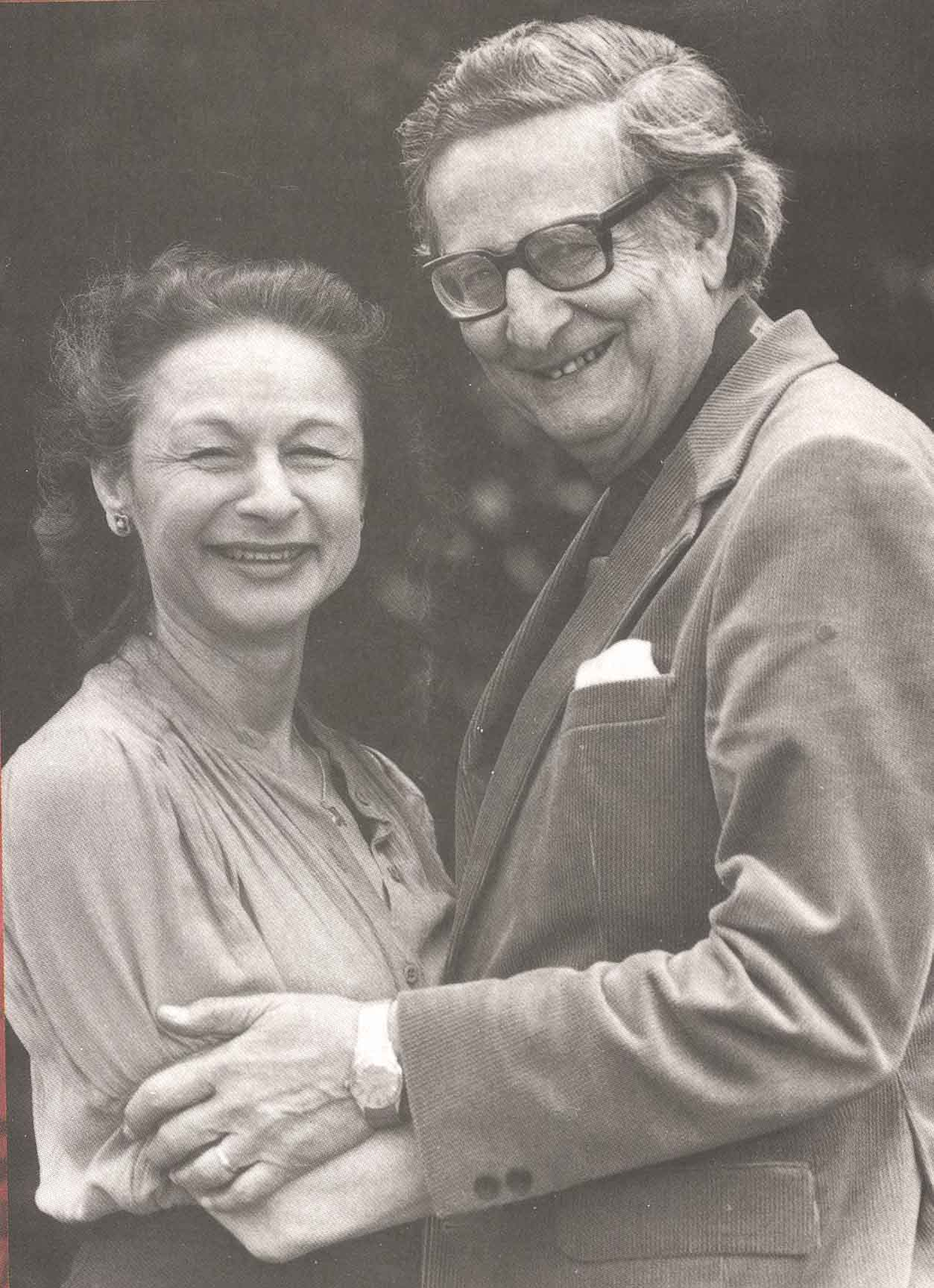
Die Eltern Sybil Eysenck und Hans Eysenck – beide Persönlichkeitspsychologen

Michael William Eysenck (* 8. Februar 1944) ist ein britischer Psychologe. Er ist Professor an der Royal Holloway, University of London. 
Seine Forschungen befassen sich hauptsächlich mit den kognitiven Faktoren der Angst. In den späten 1990er Jahren entwickelte er die Theorie des hedonischen Tonus (siehe Hedonistische Tretmühle), in der er postuliert, dass Menschen genetisch darauf bedacht sind, stets ein optimales Niveau angenehmer Erregtheit aufrechtzuerhalten.
Er ist Sohn des deutsch-britischen Psychologen Hans Jürgen Eysenck und dessen Frau Sybil Eysenck und damit ein Enkel des Violinisten Max Rostal. 

## Ausgewählte Veröffentlichungen
- Cognitive Psychology. A Student's Handbook (with Mark T. Keane). Psychology Press, 6th ed. 2010, ISBN 978-1-8416-9540-2.
- A2 Psychology. Key Topics. Psychology Press, 2nd ed. 2006, ISBN 978-1-84169-619-5.
- Psychology. An International Perspective. Psychology Press, 2004, ISBN 1-8416-9361-8.